# Kasteel Schouwbroek

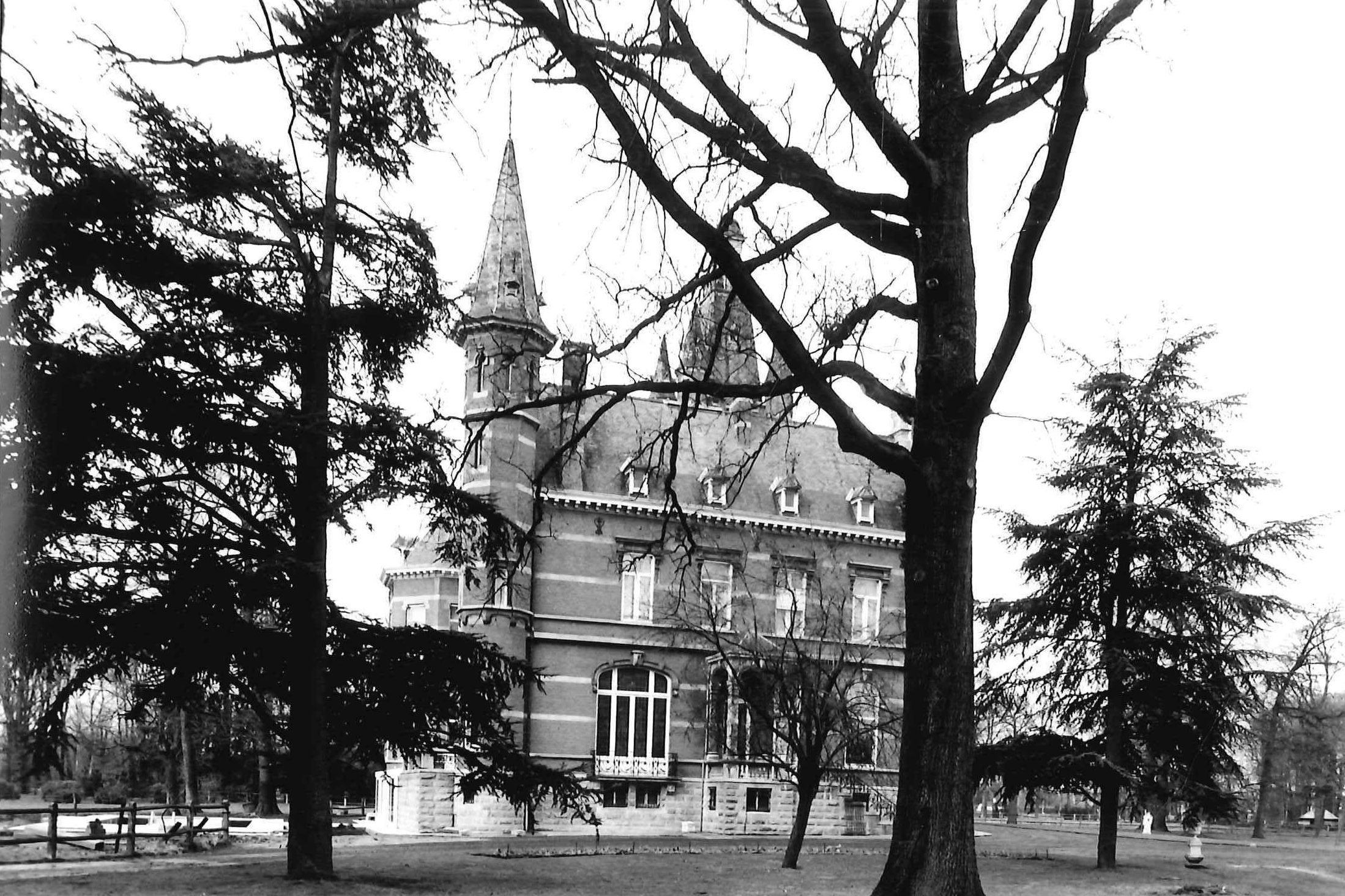
Kasteel Schouwbroek

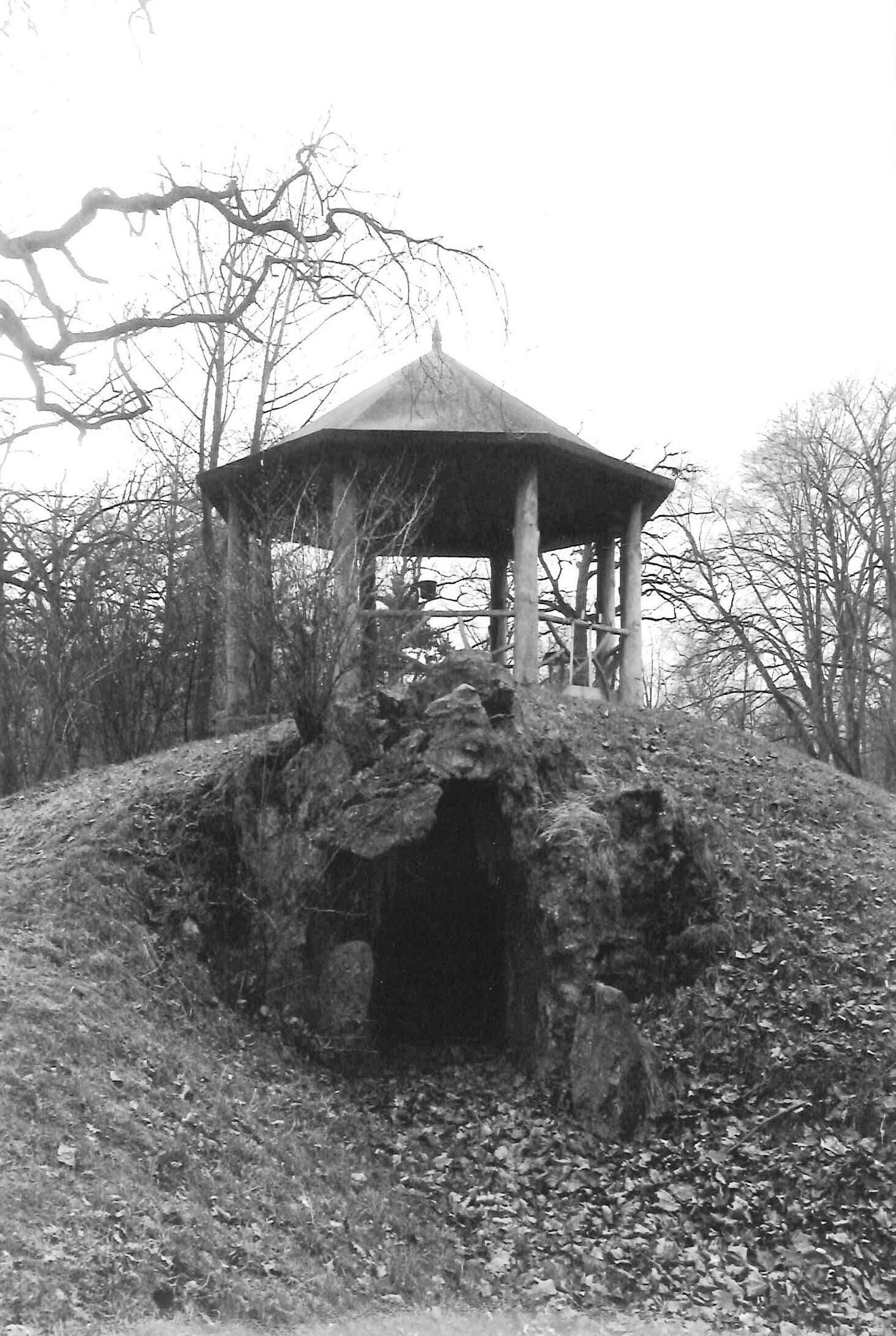
IJskelder met paviljoen

Het Kasteel Schouwbroek is een kasteel in de tot de Oost-Vlaamse gemeente Lievegem behorende plaats Vinderhoute, gelegen aan Schouwbroekstraat 6-8 en Bosstraat 80.
Eertijds lag hier een hof van plaisance (buitenhuis) dat in 1755 werd afgebeeld te midden van een park, dat zelfs een amfitheater bevatte.
In 1894 werd het kasteel herbouwd naar ontwerp van Achille Marchand. Het park werd einde 19e eeuw aangelegd in Engelse landschapsstijl. Er is een vijver, een ijskelder met daarboven een paviljoen gebouwd. Verder zijn er brugjes, een botenhuis en een grot. Er staan drie monumentale kastanjebomen waaronder mogelijk de dikste kastanjeboom van België.
Het kasteel is in eclectische stijl gebouwd en uitgevoerd in baksteen en hardsteen. De hal is versierd met sgraffito.
Behalve het kasteel is er een dienstwoning met stallen en een koetshuis met paardenstallen. Deze gebouwen zijn eveneens van 1894.